# 1836

## Родени
- Анастасиос Пихеон, гръцки революционер († 1913 г.)
- Нестор Марков, български просветен деец († 1916 г.)
- Поп Грую Бански, български духовник и революционер († 1908 г.)
- Теодосий Икономов, български просветен деец († 1871/1872 г.)
- 8 януари – Лорънс Алма-Тадема, британски художник († 1912 г.)
- 18 февруари – Шри Рамакришна, Индийски гуру († 1886 г.)
- 21 февруари – Лео Делиб, френски композитор († 1891 г.)
- 16 май – Димитри Атанасеску, арумънски просветител († 1907 г.)
- 17 май – Вилхелм Щайниц, австро-американски шахматист и първи световен шампион по шах (1866 – 1894) († 1900 г.)
- 12 октомври – Нико Попов, първи кмет на Бургас († 1905 г.)

## Починали
- 27 януари – Вилхелмина от Баден, Велика херцогиня на Хесен
- 10 юни – Андре-Мари Ампер, френски физик, математик и естествоизпитател
- 1 юли – Феликс дьо Божур, френски дипломат
- 2 септември – Уилям Хенри, английски химик
- 5 септември – Фердинанд Раймунд, австрийски драматург (* 1790 г.)
- 17 септември – Антоан-Лоран дьо Жусийо, френски ботаник
- 23 септември – Мария Малибран, испанска оперна певица
- 6 ноември – Шарл X, крал на Франция
- 30 ноември – Пиер-Симон Жирар, френски инженер

Вижте също:
- календара за тази година